# Locust Grove (Geórgia)
Locust Grove é uma cidade localizada no estado americano de Geórgia, no Condado de Henry.

## Demografia
Segundo o censo americano de 2000, a sua população era de 2322 habitantes.
Em 2006, foi estimada uma população de 3980, um aumento de 1658 (71.4%).

## Geografia
De acordo com o United States Census Bureau tem uma área de 5,7 km², dos quais 5,5 km² cobertos por terra e 0,2 km² cobertos por água. Locust Grove localiza-se a aproximadamente 255 m acima do nível do mar.

## Localidades na vizinhança
O diagrama seguinte representa as localidades num raio de 20 km ao redor de Locust Grove.